# Быстроумов, Павел Алексеевич
Па́вел Алексе́евич Быстроу́мов (23 сентября 1927, д. Выборково, Вологодская губерния — 9 сентября 1995, Мурманск) — советский и российский журналист и публицист.

## Биография
Родился в крестьянской семье. В 1932—1941 годах жил в Мурманской области по месту работы отца.
В августе 1941 года семья была эвакуирована в Вологодскую область. В 1944 году окончил ремесленное училище № 5 в Вологде.
С июня 1944 года — ученик капитана рыболовного бота (колхоз «Мурманец» Териберского района Мурманской области); в составе его экипажа вместе с судами Северного флота освобождал от фашистов порты Печенгского района и Северной Норвегии.
С ноября 1944 года служил в Красной армии разведчиком 1863-го зенитного артиллерийского полка (1-й корпус ПВО Карельского фронта), командиром отделения полевых кабельных линий. В августе-сентябре 1945 года участвовал в боевых действиях на Дальнем Востоке, затем окончил дивизионную партийную школу в Чите. Демобилизован в звании старшего сержанта в апреле 1951 года.
С июня 1951 года — слесарь-инструментальщик, бригадир на 1-м судоремонтном заводе «Главмурманрыбпрома».
С 1 октября 1953 года — в многотиражной газете «Рыбный Мурман»: литсотрудник, заведующий промышленным отделом, ответственный секретарь, заместитель редактора. Возглавлял выездную редакцию «Рыбного Мурмана» — редактировал морские выпуски газеты, которые печатались на плавбазах «Памяти Ильича» и «Памяти Кирова» непосредственно в районах промысла.
В 1962—1965 годах — ответственный секретарь, заместитель редактора областной газеты «Комсомолец Заполярья». С 1965 годах работал заместителем редактора, с 1980 — заведующим отделом писем, в последние годы — консультантом в «Рыбном Мурмане». В мае 1995 вышел на пенсию.
Член Союза журналистов СССР / России с 1976 года.
Умер и похоронен в Мурманске.

## Избранные публикации
- Быстроумов П. А. Уходят от причала корабли [: Очерки]. — Мурманск : Кн. изд-во, 1962. — 44 с. — (Энтузиасты семилетки).

## Награды
- орден Отечественной войны 2-й степени (6.4.1985)[4]
- орден «Знак Почёта»
- медаль «За оборону Советского Заполярья»
- медаль «За доблестный труд в Великой Отечественной войне 1941—1945 гг.»
- медаль «За победу над Германией»[3]
- «Почётный портовик» Мурманского морского рыбного порта
- ветеран труда тралового флота и «Мурманрыбпрома».